# Hettersreuth

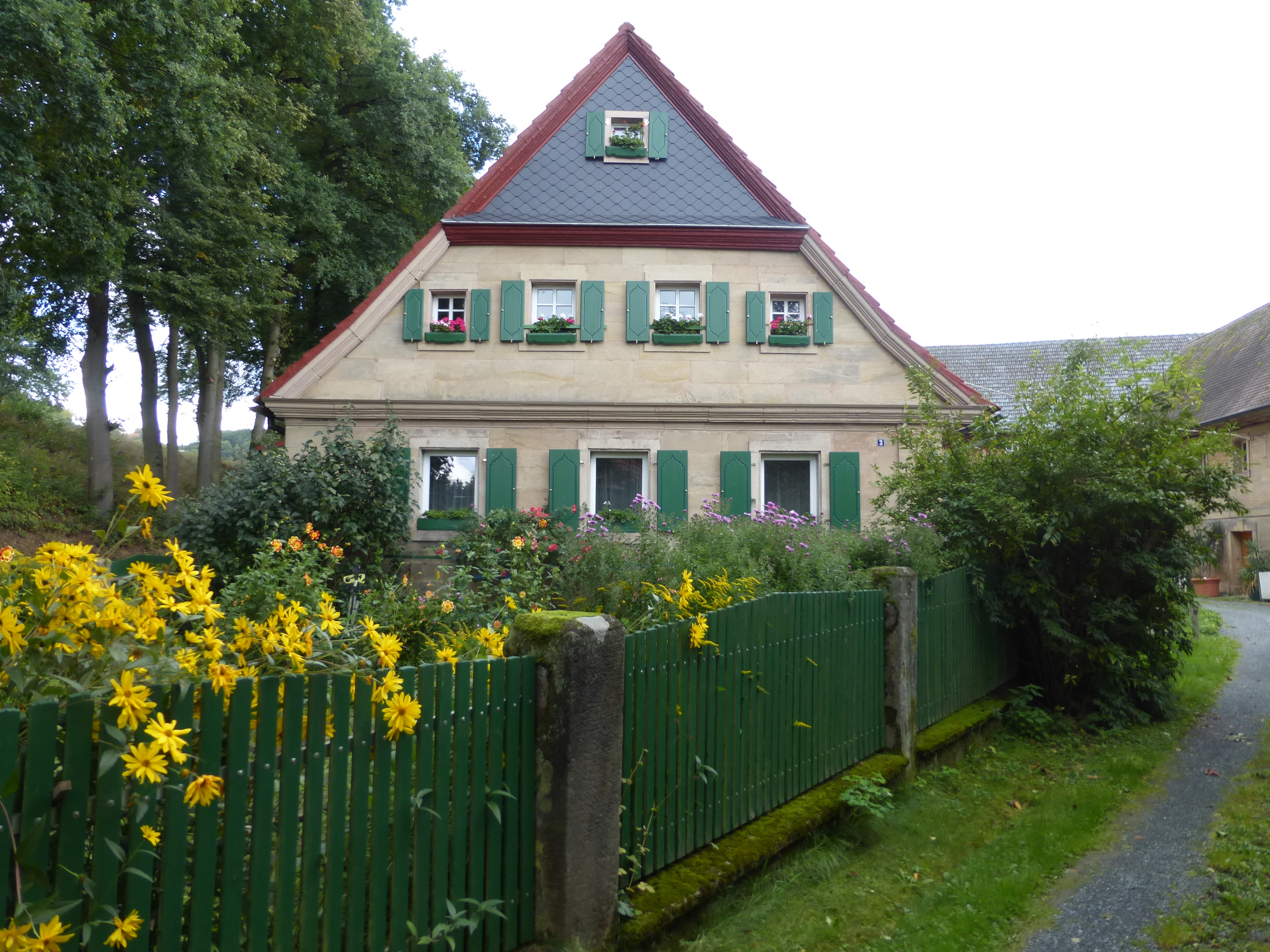
Wohnstallhaus

Hettersreuth (oberfränkisch: Heddeasch-rahd) ist ein Gemeindeteil der Gemeinde Harsdorf im Landkreis Kulmbach (Oberfranken, Bayern). Hettersreuth liegt in der Gemarkung Harsdorf.

## Geographie
Der Weiler Hettersreuth bildet mit Harsdorf im Westen eine geschlossene Siedlung. Diese liegt in der breiten Talsohle der Trebgast. Durch den Ort fließt ein namenloser linker Zufluss des Haselbachs. Eine Gemeindeverbindungsstraße führt nach Altenreuth (1,4 km nordöstlich).

## Geschichte
Der Ort wurde 1398 als „Herdleinsrewt“ erstmals urkundlich erwähnt. Das Bestimmungswort ist Hertilin (Diminutiv von Herto), der Personenname des Siedlungsgründers. Das Grundwort rewt gibt zu erkennen, dass das Land durch Rodung urbar gemacht wurde. 1531 wurde erstmals die Form „Hedersreuth“ bezeugt.
Hettersreuth gehörte zur Realgemeinde Harsdorf. Gegen Ende des 18. Jahrhunderts bestand Hettersreuth aus 4 Anwesen. Das Hochgericht übte das bayreuthische Stadtvogteiamt Kulmbach aus. Grundherren waren das Klosteramt Kulmbach (1 Zweidrittelhof, 1 Drittelhof, 1 Tropfhäuslein) und das Stiftskastenamt Himmelkron (1 Hof).
Von 1797 bis 1810 unterstand der Ort dem Justiz- und Kammeramt Kulmbach. Mit dem Gemeindeedikt wurde Hettersreuth dem 1811 gebildeten Steuerdistrikt Harsdorf und der 1812 gebildeten gleichnamigen Ruralgemeinde zugewiesen.

### Baudenkmäler
- Hettersreuth 3: Wohnstallhaus mit Austragshaus

### Einwohnerentwicklung
| Jahr      | 001809 | 001818 | 001861 | 001871 | 001885 | 001900 | 001925 | 001950 | 001961 | 001970 | 001987 |
| Einwohner | 38     | 31     | 43     | 37     | 45     | 40     | 42     | 39     | 35     | 30     | 19     |
| Häuser    |        | 5      |        |        | 5      | 6      | 7      | 7      | 7      |        | 6      |
| Quelle    | [ 11 ] | [ 8 ]  | [ 12 ] | [ 13 ] | [ 14 ] | [ 15 ] | [ 16 ] | [ 17 ] | [ 18 ] | [ 19 ] | [ 1 ]  |

## Religion
Hettersreuth ist seit der Reformation evangelisch-lutherisch geprägt und nach St. Martin (Harsdorf) gepfarrt.